# Asuades (filarco em 503)
Asuades, ou Alaçuade (al-Aswad) em árabe, foi um sarraceno do começo do século VI, ativo durante o reinado do imperador Anastácio I Dicoro (r. 491–518). Filarco, aparece em 503, quando serviu sob Areobindo na Guerra Anastácia contra o Império Sassânida.